# Лабадівілл (Луїзіана)
Лабадівілл (англ. Labadieville) — переписна місцевість (CDP) в США, в окрузі Ассумпсьйон штату Луїзіана. Населення — 1715 осіб (2020).

## Географія
Лабадівілл розташований за координатами 29°49′29″ пн. ш. 90°57′9″ зх. д. / 29.82472° пн. ш. 90.95250° зх. д. (29.824621, -90.952500).  За даними Бюро перепису населення США в 2010 році переписна місцевість мала площу 10,10 км², уся площа — суходіл.

## Демографія
Згідно з переписом 2010 року, у переписній місцевості мешкали 1854 особи в 707 домогосподарствах у складі 535 родин. Густота населення становила 184 особи/км².  Було 768 помешкань (76/км²).
Расовий склад населення:
| - 78,9 % — білих - 18,5 % — чорних або афроамериканців - 0,7 % — корінних американців - 0,3 % — вихідців з тихоокеанських островів - 0,1 % — азіатів |

До двох чи більше рас належало 0,8 %. Частка іспаномовних становила 2,3 % від усіх жителів.
За віковим діапазоном населення розподілялося таким чином: 23,7 % — особи молодші 18 років, 62,0 % — особи у віці 18—64 років, 14,3 % — особи у віці 65 років та старші. Медіана віку мешканця становила 39,2 року. На 100 осіб жіночої статі у переписній місцевості припадало 99,1 чоловіків;  на 100 жінок у віці від 18 років та старших — 94,8 чоловіків також старших 18 років.
Середній дохід на одне домашнє господарство  становив 72 620 доларів США (медіана — 54 659), а середній дохід на одну сім'ю — 75 392 долари (медіана — 50 547). За межею бідності перебувало 14,3 % осіб, у тому числі 26,1 % дітей у віці до 18 років та 18,0 % осіб у віці 65 років та старших.
Цивільне працевлаштоване населення становило 869 осіб. Основні галузі зайнятості: освіта, охорона здоров'я та соціальна допомога — 20,6 %, транспорт — 13,3 %, будівництво — 13,3 %.